# Кит Хамбл
Кит Хамбл (енгл. Keith Humble; Џилонг, 6. септембар 1927 — Џилонг, 23. мај 1995) је био аустралијски пијаниста, композитор и професор музике.

## Биографија
Рођен је 6. септембра 1927. у Џилонгу. Почео је да учи клавир са пет година, а касније је основао сопствени свинг џез бенд у школи. Након завршетка средње школе са породицом се преселио у Норткоут. Године 1947. је студирао на Музичком конзерваторијуму Универзитета у Мелбурну где је усавршавао свирање клавира код Роја Шеперда. Током 1950-их је отпутовао у Париз где је основао Centre de Musique и радио као директор. Године 1966. се вратио у Аустралију и основао Друштво за приватно извођење нове музике и Електронски музички студио у Грејнџер центру Универзитета у Мелбурну. Радио је на стварању електронских инструмената и унапређењу рада Персија Грејнџера. Од 1974. је радио и као професор музике на Универзитету Ла Тробе где је експериментисао са електронском музиком и авангардом, а 1984. је дао оставку како би се фокусирао на компоновање. Поводом краљичиног рођендана 1982. је постао члан Генералног одељења реда Аустралије. Преминуо је 23. маја 1995. у Џилонгу где је његова супруга Џил Хамбл помогла у отварању Центра за музику и извођачке уметности Кит Хамбл. Универзитет Латробе је 2000. године у његову част назвао свој аудиторијум.